# Аустіс
Аустіс (італ. Austis, сард. Austis) — муніципалітет в Італії, у регіоні Сардинія,  провінція Нуоро.
Аустіс розташований на відстані близько 350 км на південний захід від Рима, 95 км на північ від Кальярі, 35 км на південний захід від Нуоро.
Населення — 836 осіб (2014).

## Демографія
Населення за роками:

Станом на 1 січня 2023 року в муніципалітеті офіційно проживало 26 іноземців з 12 країн, серед них 6 громадян країн Євросоюзу.

## Сусідні муніципалітети
- Неонелі
- Нугеду-Санта-Вітторія
- Ольцаї
- Ортуері
- Соргоно
- Теті
- Тіана